# Montanara (Vescovato)
Montanara è una frazione del comune cremonese di Vescovato posta a sud del centro abitato.

## Storia
La località era un piccolo villaggio agricolo di antica origine del Contado di Cremona con 252 abitanti a metà Settecento.
In età napoleonica, dal 1810 al 1816, Montanara fu frazione di Cicognolo, recuperando l'autonomia con la costituzione del Regno Lombardo-Veneto.
All'unità d'Italia nel 1861, il comune contava 426 abitanti.
Nel 1868 il comune di Montanara venne annesso dal comune di Cà de' Stefani, che decenni dopo confluirà a sua volta in quello di Vescovato.